# كأس إنترتوتو 1993
كأس إنترتوتو 1993 هو الموسم 34 من كأس إنترتوتو. فاز فيه نادي تريليبورج ‏.